# Puma (trasporto truppe)
Il Puma è un veicolo trasporto truppe (APC) ruotato leggero prodotto dal CIO pensato per il combattimento e come scout car in operazioni a bassa intensità, per l'esplorazione tattica e l'uso da parte di reparti di cavalleria. Il Puma è prodotto in due versioni (4×4 e 6×6) con differenze nella trazione e nelle dimensioni, quindi anche nella capienza. 

## Sviluppo

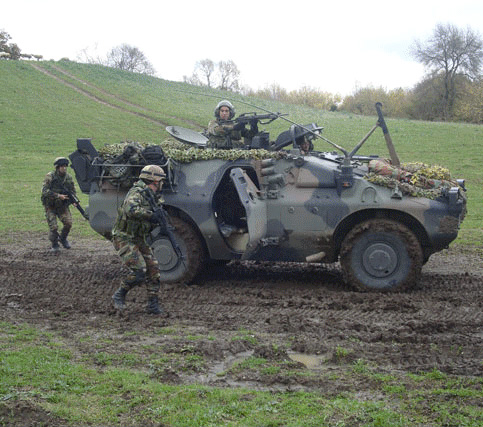
Puma 4x4 dei Lancieri d'Aosta

Il Puma, prodotto dal CIO (consorzio Iveco Fiat - Oto Melara), risponde ad un requisito specifico dell'Esercito Italiano. L'azienda si è aggiudicata una gara d'appalto per la realizzazione di alcune varianti sul veicolo, fra cui un modello Puma dotato di piattaforma per il lancio di missili anticarro, uno portamortaio, un veicolo ambulanza e uno per l'ordine pubblico: infatti il Puma era nato con l'intento espresso di fornire una completa famiglia di veicoli da combattimento leggeri. Le varianti sopraddette tuttavia non entrarono in produzione, pertanto alla fine dell'anno 1999, l'Esercito Italiano fece un ordine, successivamente modificato, per 580 autoblindo Puma: 250 nelle configurazioni 6×6 e 330 nelle configurazioni 4×4. Le consegne sono distribuite fra 2001 e 2004.
Inizialmente pensato come complementare all'impiego dell'autoblindo armata Centauro, è stato poi adottato anche da altri reparti. Attualmente la versione 4x4 è in servizio in tutti gli otto Reggimenti di Cavalleria ed essendo elitrasportabile dall'elicottero CH-47 dell'Aviazione dell'Esercito è in servizio con il 4º Reggimento Ranger Monte Cervino e con il 66º Reggimento fanteria aeromobile "Trieste" mentre la versione 6x6, aerotrasportabile dai C130 J dell'Aeronautica Militare, è in servizio con il 9º Reggimento Incursori Paracadutisti Col Moschin, con i tre reggimenti paracadutisti della Brigata paracadutisti "Folgore", con il 1º Reggimento Carabinieri Paracadutisti "Tuscania" e con i sei Reggimenti Alpini delle due Brigate Alpine.

## Armamento e protezione
Il VBLM Puma può essere armato con mitragliatrice da 12,7 mm o 7,62 mm o con un missile anticarro Milan con una gittata massima di 1950 m; tali armi sono manovrate dal capocarro e sono in semplice installazione su ralla senza protezione alcuna.

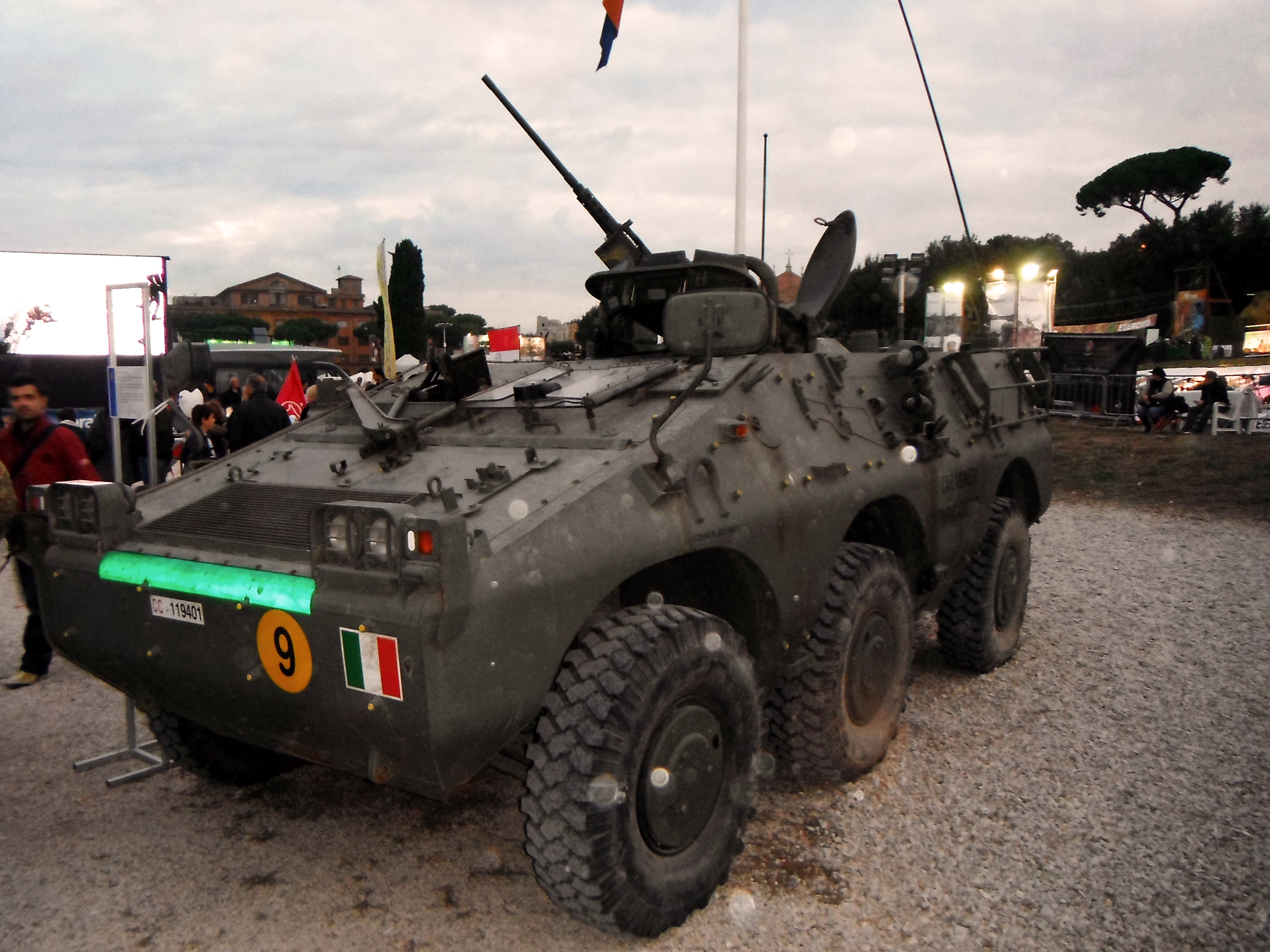
Puma 6x6 dell'Arma dei Carabinieri al Circo Massimo a Roma, in occasione della festa delle Forze Armate del 2011

Lo scafo del veicolo consiste in alcune piastre d'acciaio saldate sia nella parte superiore che quella inferiore, consentendogli una protezione contro le armi di piccolo calibro. I lati dello scafo sono composti da piastre d'acciaio fissate anziché saldate. Il veicolo è dotato di una protezione NBC che comprende anche un sistema di aria condizionata. Lo scompartimento è dotato di un sistema di rilevazione del fuoco con estinzione automatica. Vi e installato inoltre un gruppo di tre lancia-fumogeni, in maniera tale da generare una cortina di fumo intorno al veicolo.
Il posto di guida è situato nella sezione di sinistra e dispone di 3 iposcopi e di un sistema per la visione notturna. Il capocarro è sistemato al centro dello scafo e dispone di 5 iposcopi che permettono una visione a 360°. Lo scompartimento del motore è disposto nella parte anteriore del veicolo. Il mezzo è dotato di un motore turbo diesel a quattro cilindri raffreddato ad aria, costruito dalla ditta Iveco.
La trasmissione automatica, prodotta dalla ZF, è costruita su licenza dalla stessa Iveco ed è dotata di cinque rapporti, compresa la prima e la retromarcia. Le sospensioni sono indipendenti su ogni ruota. La trazione del veicolo è di tipo integrale per tutti i modelli. La velocità massima del mezzo è di circa di 110 km/h su strada. Il veicolo non dispone di capacità anfibie ma può pur sempre affrontare guadi fino ad una profondità massima di un metro. L'autoblindo, di peso e dimensioni contenute, è particolarmente adatto ad essere aerotrasportato (versione 6x6) ed elitrasportato (versione 4x4).
All'inizio del 2008 sono state impiegate operativamente torrette a controllo remoto Hitrole di produzione Oto Melara calibro 7,62 mm, che permettono di ingaggiare bersagli senza far esporre membri dell'equipaggio e sono dotate di sistemi di puntamento diurni/notturni e di stabilizzazione.

## Utilizzatori
- Italia - Originariamente almeno 530 (360 Puma 6X6 e 170 Puma 4x4) per Esercito Italiano e Carabinieri[2]
- Argentina - 2 Puma per l'addestramento dei caschi blu dell'Esercito argentino[3]
- Gibuti - 3 Puma[4]
- Libia - 20 Puma 4×4 ceduti dall'Italia al nuovo Esercito libico[5]
- Ucraina - Numero indefinito di Puma 6x6 ceduti dall'Italia [6]
- Pakistan - Almeno 79 Puma 6x6 acquistati nel marzo 2018
- Somalia - 30 Puma 4x4 ceduti dall'Italia.[7]